# 6635 Зубер
6635 Зубер (6635 Zuber) — астероїд головного поясу, відкритий 26 вересня 1987 року.
Тіссеранів параметр щодо Юпітера — 3,846.